# Homalomena atrox
Homalomena atrox är en kallaväxtart som beskrevs av P.C.Boyce, S.Y.Wong och Fasih. Homalomena atrox ingår i släktet Homalomena och familjen kallaväxter. Inga underarter finns listade.